# Shota Fujio
Shota Fujio (藤尾 翔太 Fujio Shota?, Osaka, 2 de mayo de 2001) es un futbolista japonés que juega como delantero en el F. C. Machida Zelvia de la J1 League.

## Trayectoria

### Clubes
| Club                          | País  | Año       |
| ----------------------------- | ----- | --------- |
| Cerezo Osaka sub-23           | Japón | 2018-2019 |
| Cerezo Osaka                  | Japón | 2020-2023 |
| Mito HollyHock (cedido)       | Japón | 2021      |
| Tokushima Vortis (cedido)     | Japón | 2022      |
| F. C. Machida Zelvia (cedido) | Japón | 2023      |
| F. C. Machida Zelvia          | Japón | 2024-Act. |